# 1826 год в истории железнодорожного транспорта
В этой статье перечислены события 1826 года, связанные с железнодорожным транспортом.

## События

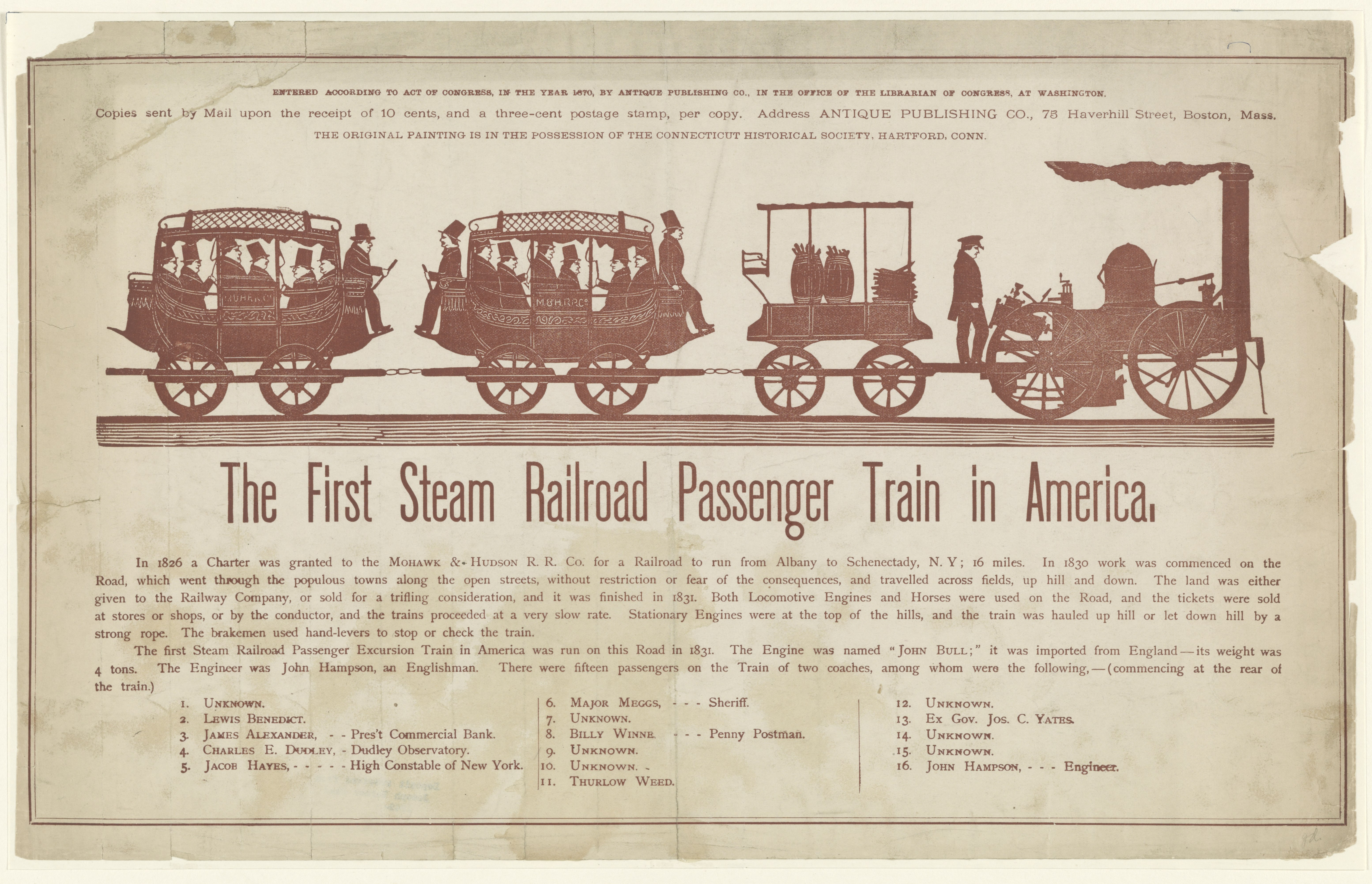
Первый в США пассажирский поезд с паровозом. Рисунок 1916 года.

- 4 марта — железнодорожная компания Granite Railway Гридли Брайанта становится акционерной[1][2].
- 1 апреля — в штате Массачусетс началось строительство железной дороги Granite Railway, возглавляемое Гридли Брайантом. Эта железная дорога стала одной из первых в Северной Америке[2].
- 17 апреля — компания Mohawk and Hudson Railroad нанята для строительства железной дороги между городами Олбани и Скенектади, ставшей первой в штате Нью-Йорк.
- 5 мая — компания Liverpool and Manchester Railway получила разрешение парламента Великобритании на строительство железной дороги между Манчестером и Ливерпулем по проекту Джорджа Стефенсона и Джозефа Лока, которая в 1830 году станет первой дорогой, построенной специально для пассажирских перевозок при помощи паровозов[3].
- 26 мая — компания Edinburgh and Dalkeith Railway из Шотландии получила разрешение парламента Великобритании на строительство железной дороги между Эдинбургом и Далкитом[4].
- В июле в России вышел в свет первый номер «Журнала Министерства путей сообщения» — ежемесячного технико-экономического издания[5].
- 1 октября — в Шотландии открыта железная дорога между городом Керкинтиллох и городом Эрдри[6]
- 7 октября — на линию Granite Railway в Массачусетсе вышел первый поезд[1][2].

## Родились
- 2 января — Элгернон Сидни Буфорд (en:Algernon Sidney Buford), президент железнодорожной линии между Ричмондом и Данвиллом (ум. 1911).
- 4 марта — Теодор Джуда (en:Theodore Judah), американский инженер, доказывавший необходимость строительства трансконтинентальной железной дороге в США (ум. 1863).
- 3 апреля — Сайрус К. Холлидей (en:Cyrus K. Holliday), один из основателей города Топика и первый президент железной дороги «Atchison, Topeka and Santa Fe» (ум. 1900).[7]
- 10 ноября — Оудэн Боуи, 34-й губернатор штата Мэриленд (1869—1872),[8] основатель и первый президент железной дороги «Baltimore and Potomac»,[9][10] а также президент балтиморской конки «Baltimore City Passenger Railway»[9] (ум. 1894).
- 1 декабря — Уильям Махоун, американский гражданский инженер и генерал-майор армии конфедератов, руководивший строительством железной дороги между Норфолком и Питерсбергом, ставшей впоследствии железной дорогой «Norfolk and Western» (ум. 1895).
- В 1826 году родился шотландский инженер Джон П. Лэрд, разработавший усовершенствованную двухколесную уравновешенную ведущую ось для паровых локомотивов (ум. 1882).

## Умерли
- 20 февраля — Мэттью Мюррей (en:Matthew Murray), английский изготовитель паровых двигателей (род. 1765).[11]